# Сапиев, Оналбек
Оналбек Сапиев (каз. Оңалбек Сәпиев; 11 января 1944, Озгент, Кзыл-Ординская область — 14 июля 2024) — советский и казахстанский партийный работник, государственный и общественный деятель. Депутат Сената Парламента Республики Казахстан (1997—2008).

## Биография
Оналбек Сапиев родился 11 января 1944 года в ауле Узгент Жанакорганского района Кызылординской области.
В 1960—1962 годы работал чабаном в колхозе «Октябрь» Яны-Курганского района Кзыл-Ординской области.
В 1969 году окончил Усть-Каменогорский педагогический институт с квалификацией «преподаватель физики и трудового обучения», в 1971 — Высшую комсомольскую школу при ЦК ВЛКСМ.
В 1971—1973 годы — секретарь, второй секретарь Восточно-Казахстанского обкома ЛКСМ Казахстана, в 1973—1977 — ответорганизатор ЦК ВЛКСМ, в 1977—1981 — первый секретарь Кзыл-Ординского обкома ЛКСМ Казахстана.
С 1983 года, по окончании Академии общественных наук при ЦК КПСС с квалификацией «политолог», — на партийной работе: инструктор Кзыл-Ординского обкома Компартии Казахстана, председатель Сырдарьинского райисполкома (1983—1985), первый секретарь Джалагашского райкома КП Казахстана (1985—1987), секретарь Кзыл-Ординского обкома КП Казахстана (1987—1991).
В 1991—1992 годы — советник председателя Кзыл-Ординского областного совета, в 1992—1997 — Глава администрации, аким Сырдарьинского района Кзыл-Ординской области. С августа по декабрь 1997 года — советник акима Кызылординской области.
С 8 октября 1997 по 8 декабря 2008 года — депутат Сената Парламента Республики Казахстан первого, второго, третьего созывов от Кызылординской области. Состоял членом Комитета по международным делам, обороне и безопасности, а также членом постоянного Комитета по аграрным вопросам и охране окружающей среды. Входил в состав группы сотрудничества с Советом Федерации Федерального Собрания Российской Федерации, Сенатом Французской Республики, с Консультативным Советом (Мажилис Шура) Королевства Саудовская Аравия.
С декабрь 2008 по июль 2012 года — заместитель председателя Комитета партийного контроля Народно-демократической партии «Нур Отан».
Умер 14 июля 2024 года в возрасте 80 лет.

## Награды и звания
- Орден Трудового Красного Знамени (1981)
- Орден Курмет (2001)[3]
- Орден «Содружество» (МПА СНГ, 30 мая 2007) — за активное участие в деятельности Межпарламентской Ассамблеи и её органов, вклад в укрепление дружбы между народами государств — участников Содружества[4]
- Орден «Барыс» ІІІ степени (2008)[5][6]
- Почётная грамота Сената Парламента Республики Казахстан (2008)
- Нагрудный знак Первого Президента Республики Казахстан «Алтын барыс»
- Благодарственное письмо Первого Президента Республики Казахстан
- Почётная грамота Верховного Совета Казахской ССР
- Почётный гражданин Кызылординской области (декабрь 2008)
- Почётный гражданин Жалагашского и Жанакорганского районов Кызылординской области.
- Медаль НДП «Нур Отан» «Белсенді қызыметі үшін»
- медали, в том числе:
  - Медаль «Астана» (1998)
  - Медаль «10 лет независимости Республики Казахстан» (2001)
  - Медаль «10 лет Конституции Республики Казахстан» (2005)
  - Медаль «10 лет Парламенту Республики Казахстан» (2006)
  - Медаль «10 лет Астане» (2008)
  - Медаль «20 лет независимости Республики Казахстан» (2011)
  - Медаль «25 лет независимости Республики Казахстан» (2016)[7]

## Семья
Жена — Каирзада Сапиева (урожд. Ахметова).
- дочери — Альмира (р. 1969), Ардак (р. 1973); сын — Еркебулан (р. 1975) — посол в Турецкой Республике (15.03.2022 — н. в.)[8].